# Ekerse Putten

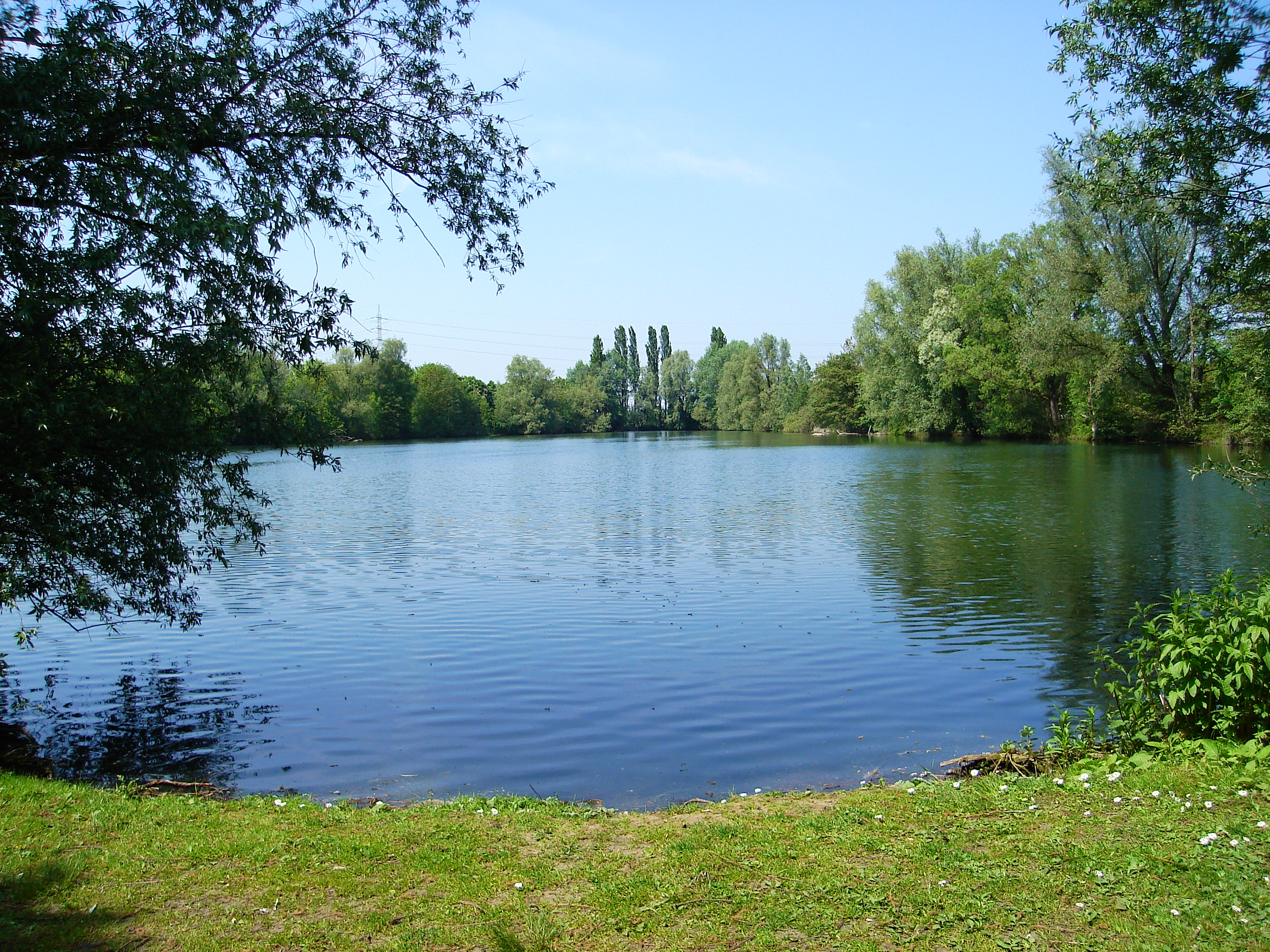
De Grote Put

De twee Ekerse Putten (ook: Muisbroek) werden in de jaren twintig van de 20e eeuw uitgegraven in het kader van de aanleg van het rangeerstation Antwerpen-Noord (1925-1930). De grond werd gebruikt voor het ophogen van de bodem van het rangeerterrein. Dat de putten als waterreservoir voor de stoomtreinen zouden hebben gediend is een hardnekkige mythe die in de streek de ronde doet. Door de massale aanwezigheid van fossiele kalk (schelpen) in de sedimentlagen daterend uit het Plioceen en Mioceen heeft het water een hardheid van meer dan 35 graden DH, wat het ongeschikt maakt als proceswater voor stoomketels.
Het huidige gebied is 55 ha groot, waarvan 25 ha water en 15 ha lig- en speelweiden. Het is ingericht als natuur- en recreatiegebied. Eind augustus 2022 vindt op de grote weide voor het eerst het muziekfestival Contrair Open Air plaats.
Het gebied grenst in het zuiden aan een ander Ekers groengebied Bospolder-Ekers moeras en via een voetgangersbrug over A12 kan de Ekerse wijk Schoonbroek bereikt worden.
Het domein is eigendom van de Nationale Maatschappij der Belgische Spoorwegen en is tot einde 2010 in huur gegeven aan de stad Antwerpen. Begin januari 2019 werd het beheer van het gebied Muisbroek en de Ekerse polder overgedragen van het district Antwerpen naar het district Ekeren.
De grote vijver, die een maximumdiepte heeft van ongeveer 21 m, is een van de populairste duikplaatsen in Vlaanderen. Dit komt doordat in de loodrechte kleiwanden (van 5 tot 10 m diepte) duidelijk herkenbaar fossiele schelplagen voorkomen. Zwemmen is er verboden wegens gevaarlijk door de grote temperatuurverschillen. In 1998 vond er in het diepste gedeelte van de put een gecontroleerde ontploffing plaats van een grote vliegtuigbom uit de Tweede Wereldoorlog. Deze explosie had een impact op de diepte van de put, waardoor de oorspronkelijke diepte van 21 meter verminderde tot ongeveer 19 meter.

## Duiken en lange afstandszwemmen
In 1975 werd toestemming verleend aan AVOS-clubs (een samenwerking van duikclubs) om in de put te duiken. Op 1 januari 1997 werd de concessie voor het gebruik en beheer van de grote vijver officieel aan AVOS toegekend.  
De grote vijver, bevat twee ingangen. De eerste versie van de grote steiger werd in 2001 in gebruik genomen. Deze bestond uit een centraal plateau, een trap aan de linkerzije en een ladder om uit het water te klimmen. Aan de westzijde van de put bevindt zich een extra brede trap, dit maakte het voor Duikers met een Handicap makkelijker om het water in te gaan. Sinds 2020 is dit ook aangeduid als startpunt voor lange afstandszwemmers en triatleten.
De volgende vissen komen courant in de vijver voor: karper, baars, paling, snoek. Daarnaast zijn er ook rivierkreeftjes en mosseltjes aanwezig.

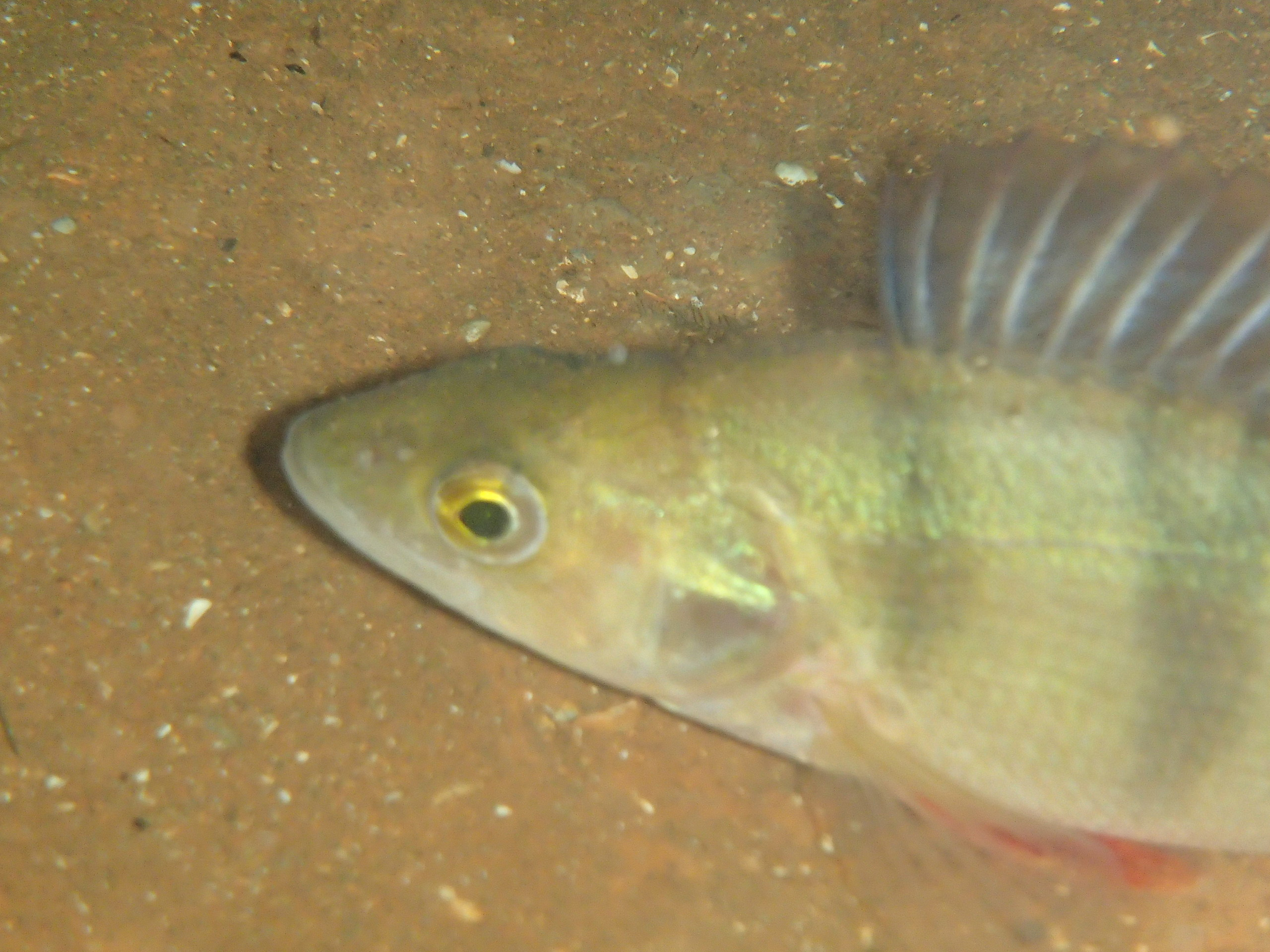
Baars tijdens een nachtduik
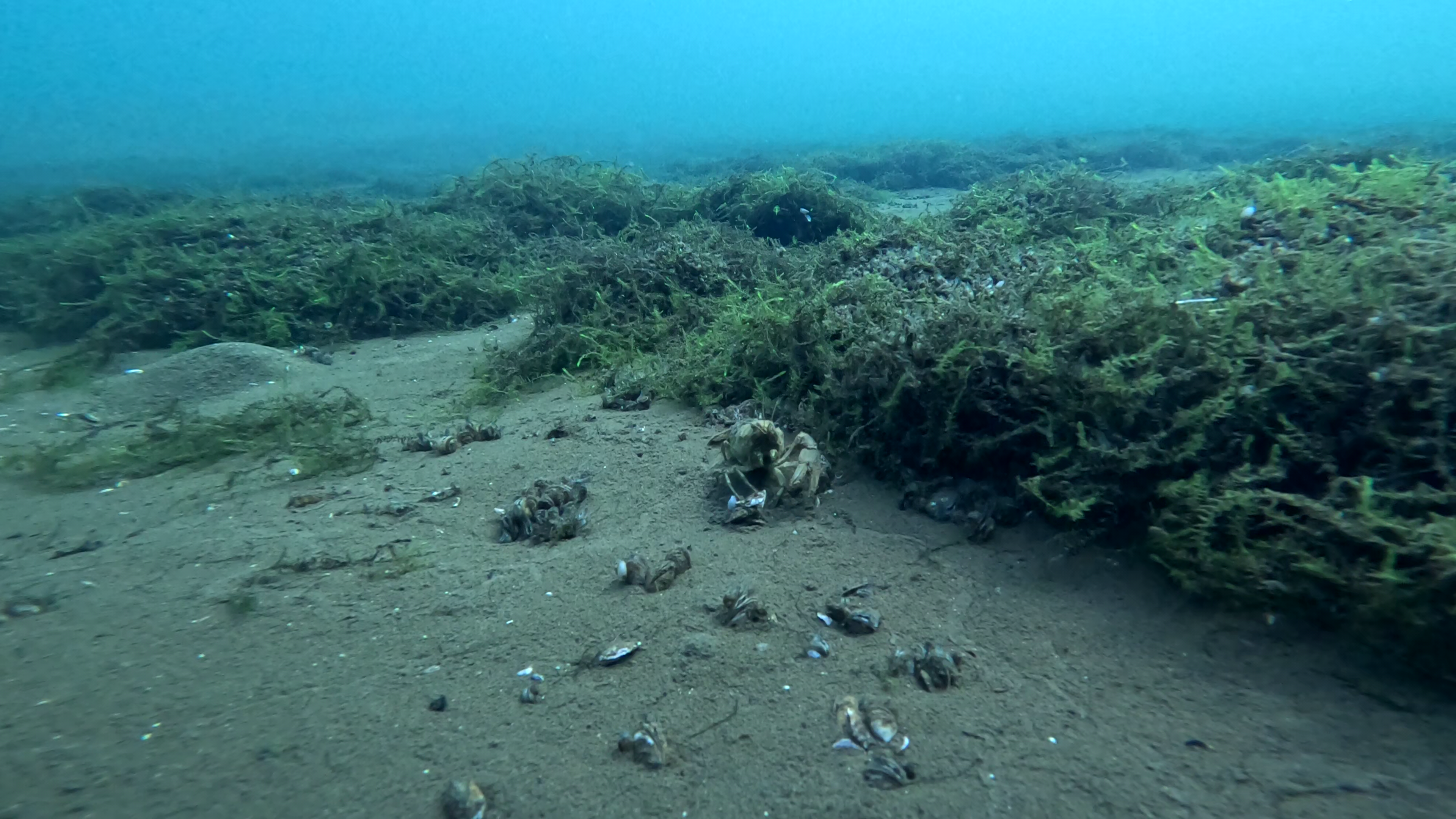
Rivierkreeft op een diepte van 8 meter
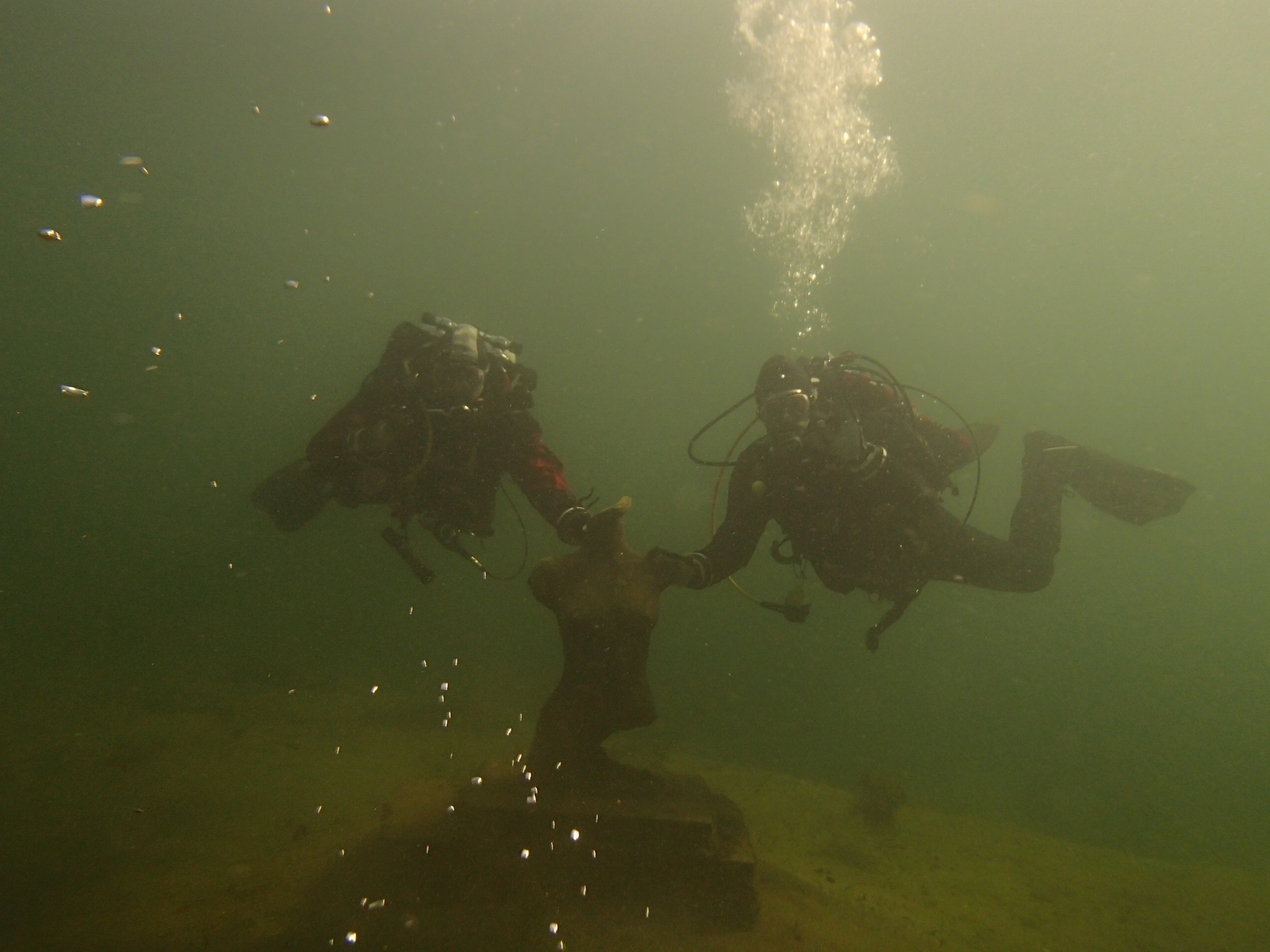
Buste
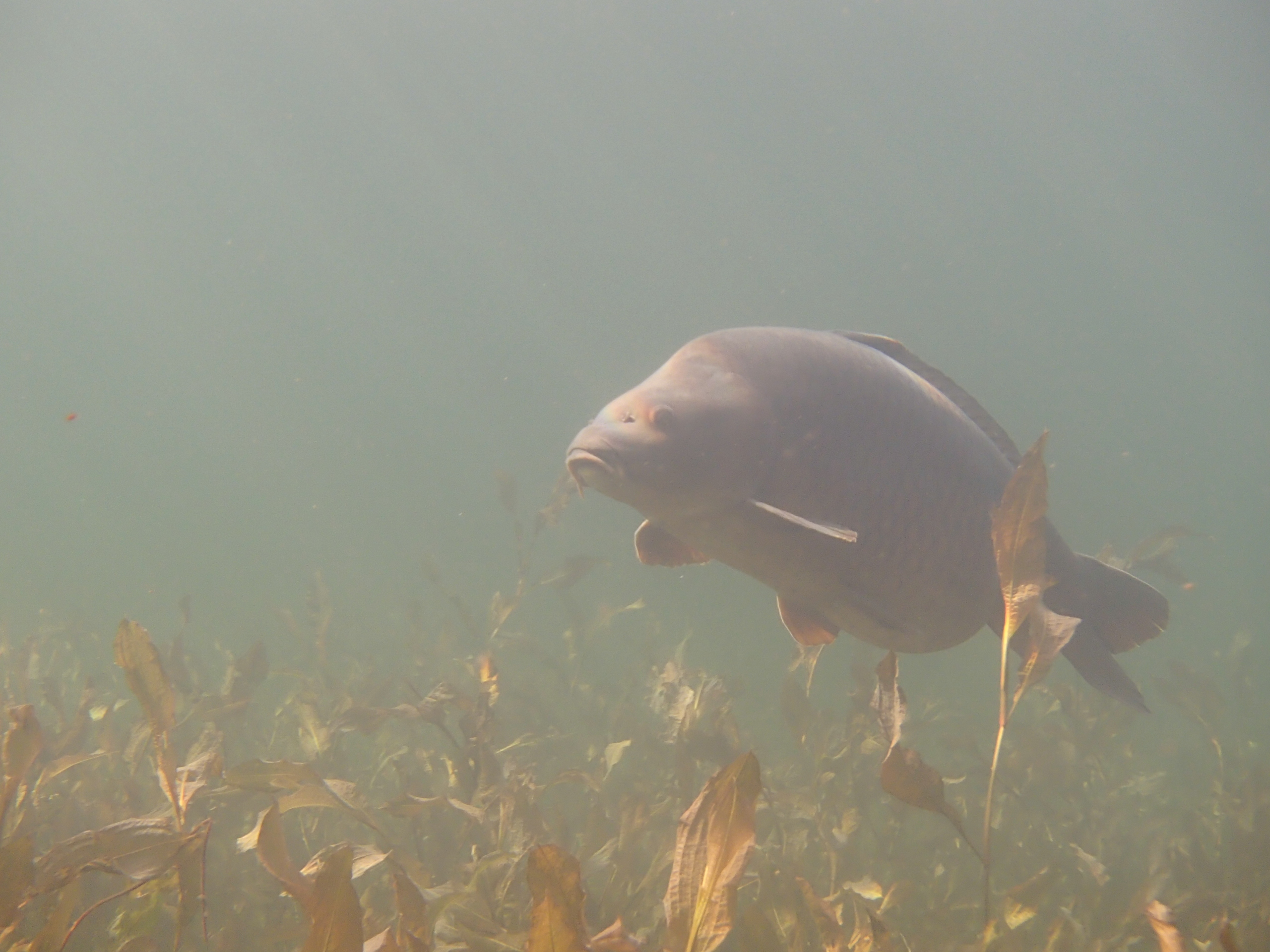
Karper
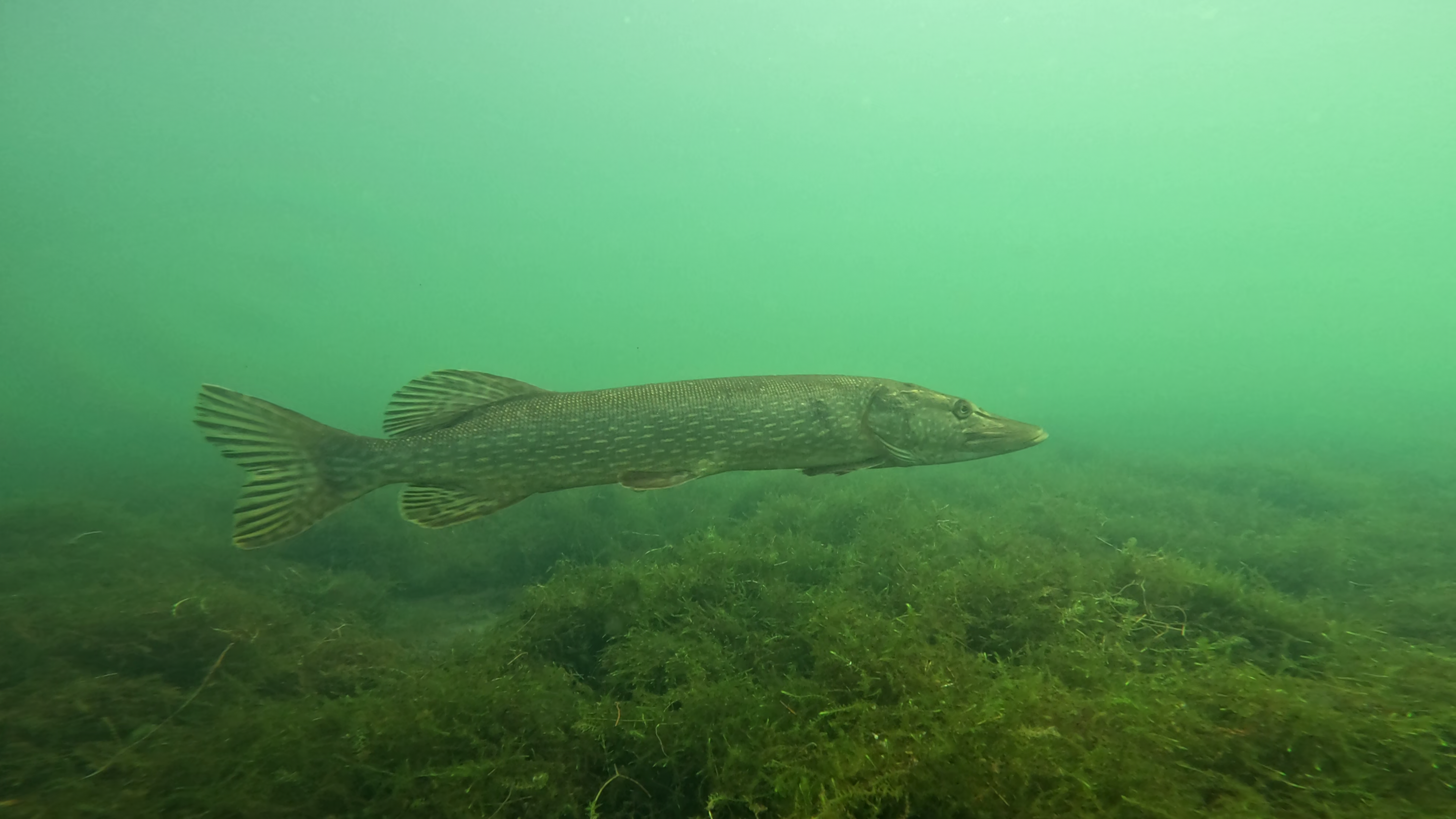
Snoek op een diepte van 3 meter